# Canton d'Attichy
Le canton d'Attichy est une ancienne division administrative française située dans le département de l'Oise et la région Picardie.

## Géographie
Ce canton a été organisé autour d'Attichy dans l'arrondissement de Compiègne. Son altitude varie de 32 m (Trosly-Breuil) à 166 m (Nampcel) pour une altitude moyenne de 86 m.
L'ensemble des communes du canton formait la communauté de communes du canton d'Attichy, renommée en 2015, à la suite de la suppression du canton, communauté de communes des lisières de l'Oise.

## Représentation

### Conseillers d'arrondissement (de 1833 à 1940)
| Période                                  | Période | Identité                             | Étiquette   | Qualité |
| ---------------------------------------- | ------- | ------------------------------------ | ----------- | --- |
| 1833                                     | 1839    | Jean Baptiste Dorchy (1769-1840)     |             | Cultivateur, maire de Moulin-sous-Touvent                                                                   |
| 1839                                     | 1848    | Jean Isaac Tondu du Metz (1789-1871) |             | Notaire royal, maire d'Attichy                                                                              |
|                                          |         |                                      |             | |
| 1852                                     | 1864    | Charles Louis Weber (1803-1878)      |             | Maire d'Attichy                                                                                             |
| 1864                                     | 1886    | Charles Félix Flobert                |             | Maire d'Autrêches                                                                                           |
| 1886                                     | 1892    | Louis Julien Ducharon (1833-1914)    | Républicain | Propriétaire, fabricant de sucre, maire de Pierrefonds, suppléant du juge de paix                           |
| 1892                                     | 1904    | Théophile Henri Cruard               | Radical     | Médecin inspecteur des écoles, maire d'Attichy                                                              |
| 1904                                     |         | Armand Philippe                      |             | Agriculteur, adjoint au maire de Croutoy                                                                    |
|                                          |         |                                      |             | |
| 1919                                     | 1924    | Maurice Moussaud                     |             | Médecin, maire de Cuise-la-Motte                                                                            |
| 1924                                     | 1940    | Louis Bouland                        | Radical     | Cultivateur, maire de Couloisy                                                                              |
| 1940                                     |         |                                      |             | Les conseils d'arrondissement ont été suspendus par la loi du 12 octobre 1940 et n'ont jamais été réactivés |
| Les données manquantes sont à compléter. |         |                                      |             | |

### Conseillers généraux de 1833 à 2015
| Période | Période | Identité                                           | Étiquette              | Qualité |
| ------- | ------- | -------------------------------------------------- | ---------------------- | --- |
| 1833    | 1848    | Alexandre Pottier (1796-1853)                      |                        | Maire de Compiègne (1832-1839), puis juge au Tribunal civil Également élu dans le Canton de Compiègne                                                                                             |
| 1848    | 1852    | François Bernard Frary                             |                        | Médecin à Tracy-le-Val |
| 1852    | 1863    | Augustin Jean-Baptiste Philippe Cornuau d'Offémont |                        | Baron Ancien Maréchal des Logis dans la garde du roi Propriétaire, maire de Saint-Crépin-aux-Bois Décédé en fonction                                                                              |
| 1863    | 1871    | Pierre Louis Charles de Failly                     |                        | Général, propriétaire à Cuise-la-Motte Aide-de-camp de l'Empereur Napoléon III Sénateur du Second Empire (1868 → 1870)                                                                            |
| 1871    | 1892    | Paul Lagarde                                       | Républicain            | Propriétaire à Sainte-Claire, commune de Berneuil-sur-Aisne |
| 1892    | 1904    | Louis Julien Ducharon                              | Républicain            | Propriétaire, fabricant de sucre Maire de Pierrefonds, conseiller d'arrondissement |
| 1904    | 1913    | Théophile Henri Cruard                             | Républicain            | Médecin Maire d'Attichy |
| 1913    | 1919    | Charles des Acres de l'Aigle                       | AD                     | député de l'Oise (1932 → 1935) maire de Rethondes (1908 → 1935) |
| 1919    | 1924    | Théophile Henri Cruard                             | Rad.                   | Médecin Maire d'Attichy, conseiller d'arrondissement Décédé en fonction |
| 1924    | 1932    | Maurice Moussaud                                   |                        | Médecin-major Maire de Cuise-la-Motte, conseiller d'arrondissement Décédé en fonction |
| 1932    | 1940    | Auguste Victor Hénin                               | Rad.                   | Instituteur retraité Maire d'Attichy |
|         |         |                                                    |                        | |
| 1945    | 1981    | Marcel Mérigonde,                                  | SFIO puis UFD puis PSD | Professeur de collège, propriétaire à Paris Député de l'Oise (1956 → 1958) Conseiller régional de Picardie (1973 → 1979) Vice-président du conseil général de l'Oise (1976 → 1979) Démissionnaire |
| 1981    | 1985    | Henri Massein                                      | PS                     | Maire de Berneuil-sur-Aisne Décédé en fonction |
| 1985    | 2015    | Lucien Degauchy                                    | RPR puis UMP           | Horticulteur Député de l'Oise (5e circ.) (1993 → 2017,) Maire de Courtieux ( 1977 → ) Président de la communauté de communes du canton d'Attichy (1995 → 2014)                                    |

## Composition
Le canton d'Attichy a groupé 20 communes et a compté 15 942 habitants (recensement de 1999 sans doubles comptes).
| Communes               | Population (2012) | Code postal | Code Insee |
| ---------------------- | ----------------- | ----------- | ---------- |
| Attichy                | 1 852             | 60350       | 60025      |
| Autrêches              | 671               | 60350       | 60032      |
| Berneuil-sur-Aisne     | 922               | 60350       | 60064      |
| Bitry                  | 303               | 60350       | 60072      |
| Chelles                | 384               | 60350       | 60145      |
| Couloisy               | 528               | 60350       | 60167      |
| Courtieux              | 172               | 60350       | 60171      |
| Croutoy                | 173               | 60350       | 60184      |
| Cuise-la-Motte         | 2 241             | 60350       | 60188      |
| Hautefontaine          | 254               | 60350       | 60305      |
| Jaulzy                 | 811               | 60350       | 60324      |
| Moulin-sous-Touvent    | 169               | 60350       | 60438      |
| Nampcel                | 275               | 60400       | 60445      |
| Pierrefonds            | 1 945             | 60350       | 60491      |
| Rethondes              | 668               | 60153       | 60534      |
| Saint-Crépin-aux-Bois  | 260               | 60170       | 60569      |
| Saint-Étienne-Roilaye  | 320               | 60350       | 60572      |
| Saint-Pierre-lès-Bitry | 132               | 60350       | 60593      |
| Tracy-le-Mont          | 1 698             | 60170       | 60641      |
| Trosly-Breuil          | 2 164             | 60350       | 60647      |

## Démographie
| 1962   | 1968   | 1975   | 1982   | 1990   | 1999   | 2009 |
| ------ | ------ | ------ | ------ | ------ | ------ | ---- |
| 11 332 | 12 396 | 13 030 | 13 473 | 14 674 | 15 942 | -    |